# Mulino Vettabbia
Il mulino Vettabbia è un mulino ad acqua del XVII secolo situato a Milano sul lato destro delle acque del naviglio Vettabbia, tra via Rutilia e via Serio.

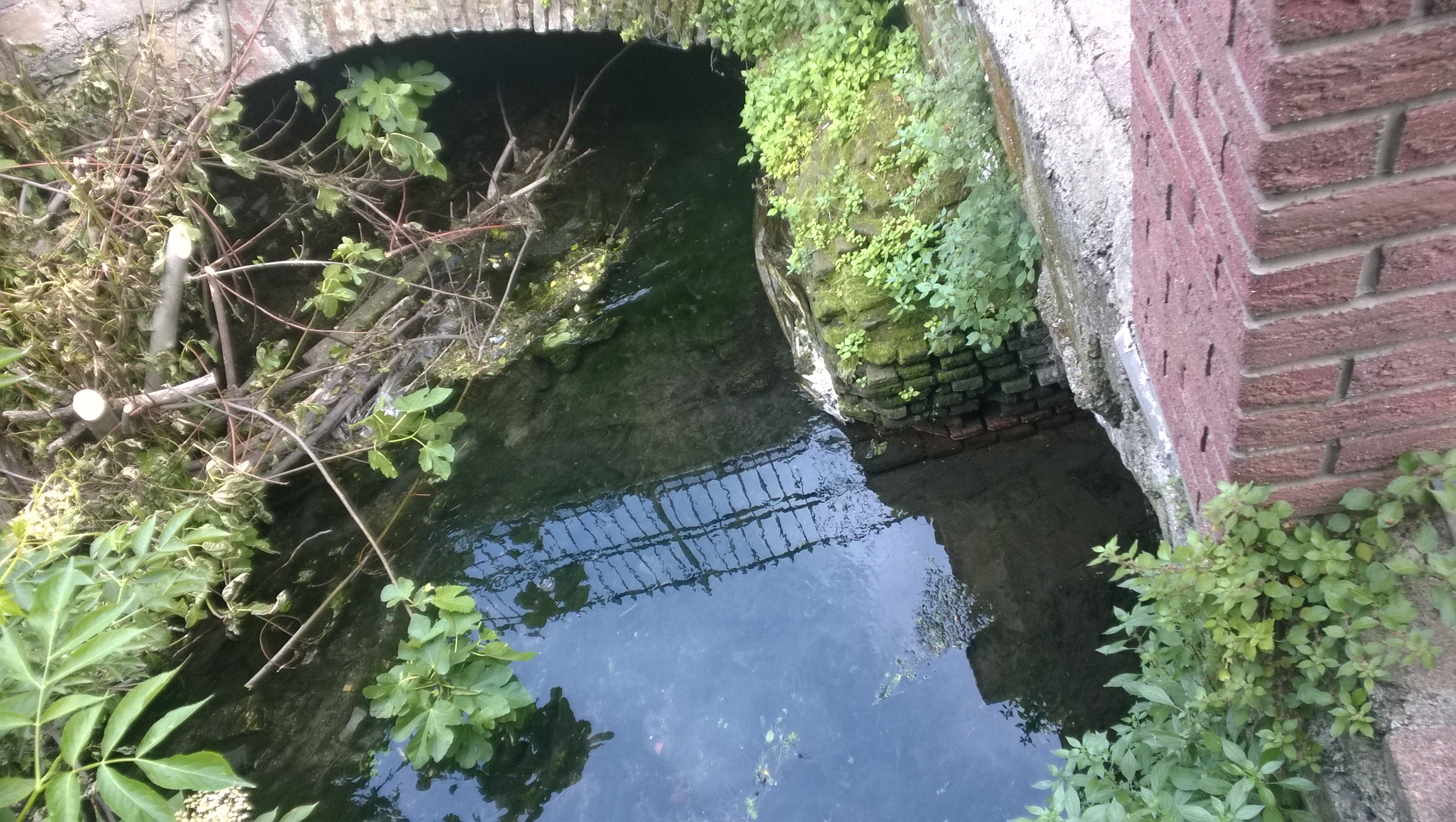
La biforcazione della Vettabbia poco prima del mulino.

## Storia e descrizione
Il naviglio Vettabbia, subito dopo il ponte di via Ripamonti nei pressi della fondazione Prada, si biforca in due rami, di cui quello di destra va ad alimentare l'antico mulino, che per questo motivo è anche chiamato mulino Vettabbia, alla sua destra, dopo l'attraversamento del mulino, i due rami si ricongiungono addentrandosi nel Vigentino.
Il mulino a ruota risale al XVII secolo e compare già nel Catasto Teresiano del 1756, degli 11 che operavano lungo il Naviglio Vettabbia, utilizzato per la macinazione del frumento e del granoturco.